# Der fette Lollus und der magere Lollus

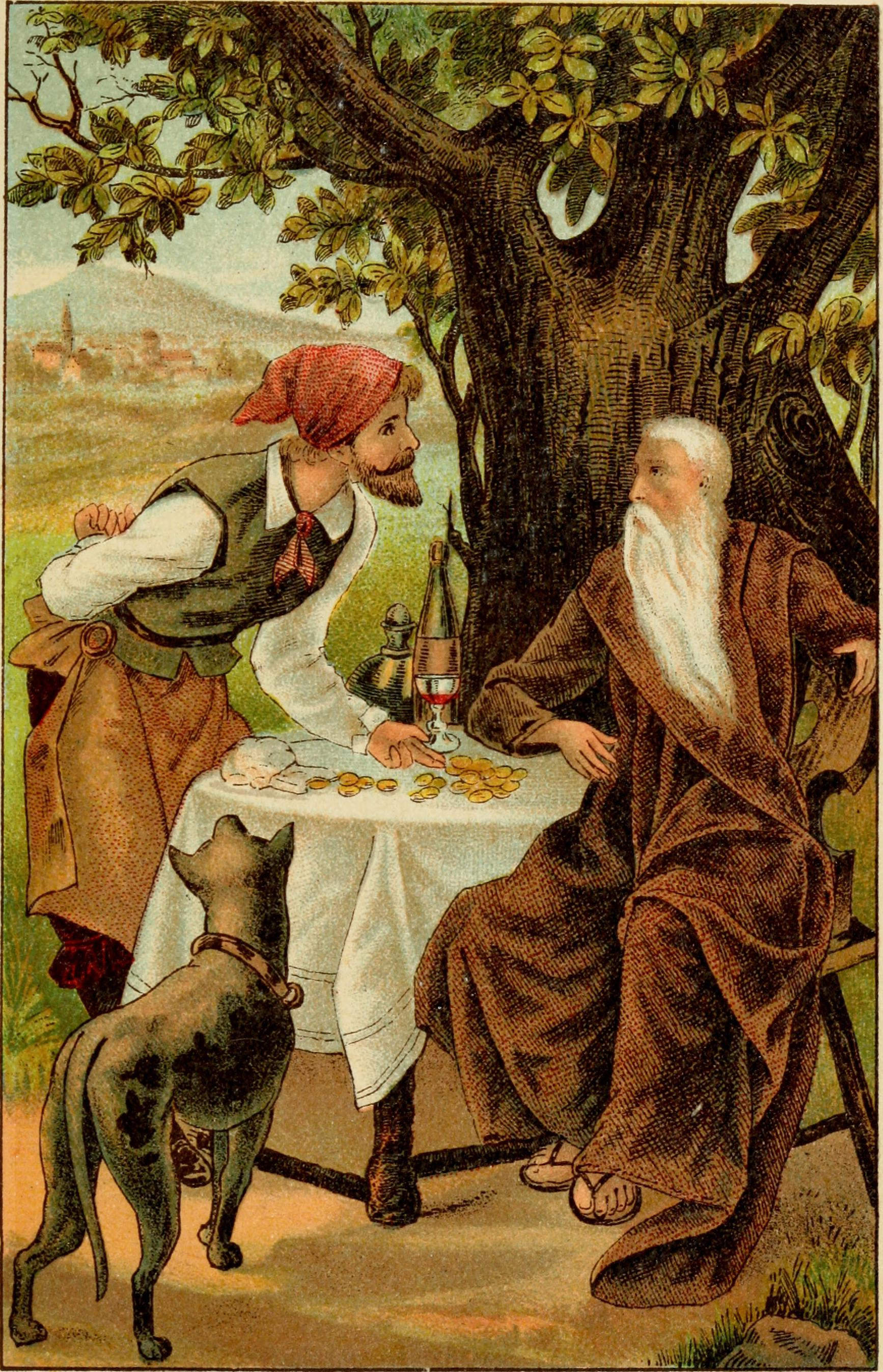
Illustration, 1890

Der fette Lollus und der magere Lollus ist ein Märchen. Es steht in Ludwig Bechsteins Neues deutsches Märchenbuch an Stelle 36 und stammt aus Johann Wilhelm Wolfs Hessische Sagen von 1853 (Nr. 229 Lollus).

## Inhalt
Ein Bruder wird Mönch, der andere Gastwirt und betrügt, wo er kann. Doch verarmt er und kann dem Mönch sein Erbteil nicht auszahlen. Der zeigt ihm den fetten Lollus, den Kellergeist, dem all seine Gier zugutekam. Fortan ist der Wirt fleißig und redlich. Dankbar kann er den Bruder schließlich auszahlen. Der Lollus ist ganz mager geworden.

## Herkunft
Bechstein nennt dies einen „echten und ganz eigentümlichen Märchenstoff“ aus Wolfs Hessische Sagen, S. 229. Wolfs Text ist bei gleicher Handlung deutlich kürzer. Als Quelle nennt er ein Exempelbuch von Zacharias Rivander. Der Lollus ist eine Gestalt des Aberglaubens. Zum betrügerischen Wirt vgl. Bechsteins Die schlimme Nachtwache, zur Handlung vielleicht Märchen wie Grimms Der Faule und der Fleißige, Der verwünschte Keller oder Basiles Die beiden Brüder.